# Hélène Bibesco

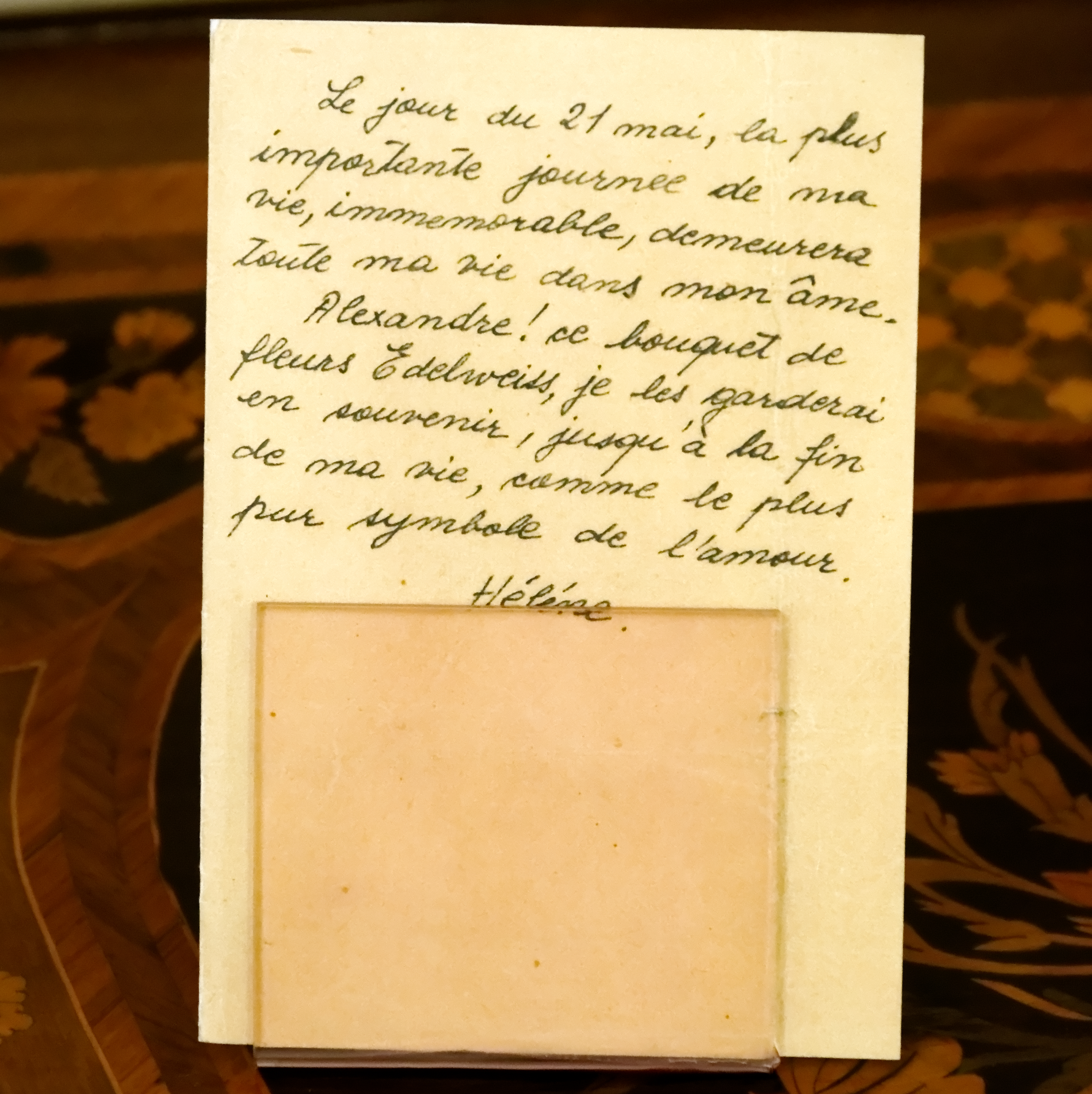
Lettre d'Hélène à Alexandre Bibesco, exposée au palais Cotroceni (Bucarest).

La princesse Hélène Bibesco (en roumain Elena Bibescu, née Elena Costache Epureanu à Bârlad en 1855 et morte à Iași le 18 octobre 1902) est une mécène et pianiste roumaine, qui vécut en France.

## Biographie
La princesse Bibesco est la fille d'un président du Conseil de Roumanie, l'épouse du prince Alexandre Bibesco, la mère des amis de Proust, les princes Emmanuel et Antoine Bibesco (qui fut ambassadeur à Washington et Madrid), et la tante de l'écrivain Anna de Noailles, ainsi que de Marthe Bibesco.
Elle fait ses études au conservatoire de Vienne et devient l'élève d'Anton Rubinstein. Elle débute en concert à Bucarest en 1873 et obtient la main du prince Alexandre Bibesco, amoureux d'elle et fils cadet du hospodar de Valachie, le prince Georges Bibesco. Elle poursuit quelque temps sa carrière de concertiste, suscitant les louanges de Franz Liszt dans une lettre à la princesse Caroline de Sayn-Wittgenstein, le 11 octobre 1873. Elle s'installe ensuite en France, le parti au pouvoir étant opposé au milieu des Bibesco.
Elle a joué un rôle actif dans la vie artistique parisienne à la fin du XIXe siècle et jusqu'à sa mort en 1902. Elle a accueilli dans son salon 69 rue de Courcelles des peintres, Pierre Bonnard, Puvis de Chavannes, Édouard Vuillard, Henri Martin, des écrivains, Pierre Loti, Anatole France, Jules Lemaître, Ernest Renan, Leconte de Lisle, le sculpteur Aristide Maillol et surtout, excellente pianiste elle-même, des musiciens tels Claude Debussy, Gounod, Saint-Saëns, Massenet, Chausson, Fauré ainsi que son compatriote, le jeune Georges Enesco.
Elle meurt d'un cancer en 1902. Son mari, à la honte de ses trois enfants, Antoine, Emmanuel et Hélène, comtesse Odon de Montesquiou, se remarie en 1908 avec une actrice du théâtre de l'Ambigu, Hélène Reyé, provoquant la brouille avec sa famille.